# 凹尾石鳖
凹尾石鳖（学名：Sinolorica scissurata），是新石鳖目尾裂石鳖科Sinolorica属的一种。主要分布于中国大陆，常栖息在水深220米。